# Daniel Rein
Daniel Rein (* 24. Juli 1986) ist ein deutscher Voltigierer. Er ist Mitglied des Vereins Pferdesportverein Roseck, Unterjesingen e.V. in  Tübingen und zweifacher deutscher Meister im Doppelvoltigieren.

## Sportliche Erfolge
2010 gewann Rein die deutsche Meisterschaft im Doppelvoltigieren Schlosbachhof in Leipzig zusammen mit seiner Vereinskameradin Theresa-Sophie Bresch und erreichte mit ihr den 4. Platz bei den Europameisterschaften.
2011 konnte Rein verletzungsbedingt weder bei den deutschen Meisterschaften noch bei den Europameisterschaften im Doppelvoltigieren mit seiner Partnerin Theresa-Sophie Bresch antreten. Er wurde von Torben Jacobs vertreten. 2012 siegte er erneut zusammen mit Bresch bei der deutschen Meisterschaft im Doppelvoltigieren.